# NGC 4499
NGC 4499 is een balkspiraalstelsel in het sterrenbeeld Centaur. Het hemelobject werd op 5 juni 1834 ontdekt door de Britse astronoom John Herschel.

## Synoniemen
- ESO 322-22
- MCG -7-26-8
- DCL 63
- PGC 41537